# Нінель
Нінель (рос. Нинель) — жіноче ім'я, що було розповсюджене в Радянському Союзі.

## Походження
Утворено при зворотному читанні прізвища російського революціонера Володимира Леніна.

## Популярність
Нінель — одне з найуживаніших жіночих імен «ідеологічного звучання»[джерело?]. Ім'я в російській мові та культурі закріпилося довше за багато інших радянських імен-неологізмів, до яких був сплеск інтересу в 1920-ті — на початку 1930-х років; у «Словнику російських особистих імен» Никандра Петровського, який вийшов 1966 року, зазначалося, що ім'я ввійшло в ужиток завдяки гарному звучанню. Вдалість звукосполучення, що утворює ім'я, а також умонтованість нового імені в імена, що вже існували (Ніна, Неллі), дали йому змогу легко ввійти в активний ужиток.